# Markus Babbel
Markus Babbel (Monaco di Baviera, 8 settembre 1972) è un allenatore di calcio ed ex calciatore tedesco, di ruolo difensore.

## Carriera

### Calciatore

#### Club
All'esordio in Bundesliga la sua prima squadra fu il Bayern Monaco, per il quale inizialmente giocò nelle giovanili, procedendo fino alla prima squadra e partendo titolare per otto volte e da riserva per quattro volte in partite di campionato.
Il trasferimento all'Amburgo nell'agosto 1992 diede a Babbel l'opportunità di apparire regolarmente in prima squadra. Riuscì a segnare il suo primo gol in Bundesliga dall'esordio. Ritornato al Bayern Monaco, fece 167 presenze, prima di essere preso dall'allora allenatore del Liverpool Gérard Houllier nel giugno 2000, andando a essere parte della difesa del Liverpool in quattro dei cinque trofei vinti dai Reds nel 2001. Nell'agosto 2003 andò in prestito al Blackburn Rovers dopo essere guarito dalla sindrome di Guillain-Barré, facendo varie apparizioni in prima squadra, e segnando 3 gol. Babbel ha vinto la Coppa UEFA due volte, nel 1996 con il Bayern e nel 2001 con il Liverpool.
Babbel fu membro della squadra del Liverpool autrice dello storico treble nella stagione 2000-2001, compresa la Coppa UEFA. Contrasse poi un virus che gli impedì di giocare per un'intera stagione.
L'ultima squadra di Babbel è stato lo Stoccarda, con un trasferimento a costo zero nel luglio 2004. Nel gennaio 2007 annunciò che si sarebbe ritirato al termine della stagione.

#### Nazionale
Ha giocato 51 volte con la maglia della Germania (segnando una rete nel successo per 4-1 contro la Georgia del 6 settembre 1995) e ha fatto parte della squadra vittoriosa agli Europei 96. Babbel ha inoltre giocato per il suo paese i Mondiali di Francia 1998 e gli Europei 2000.

### Allenatore
Nel maggio 2007 ha firmato come vice-allenatore per lo Stoccarda. Dopo il licenziamento di Armin Veh il 23 novembre 2008, Babbel fu nominato nuovo allenatore dello Stoccarda con Rainer Widmayer come assistente.
Nel febbraio del 2012 diventa allenatore dell'Hoffenheim, prendendo in panchina il posto di Holger Stanislawski.
A metà ottobre 2014 sostituisce Carlos Bernegger sulla panchina del Lucerna, rilevando una squadra che occupava l'ultimo posto in classifica della massima serie svizzera. Dopo averla salvata dalla relegazione, il tecnico tedesco prolunga di una stagione il suo contratto.

## Statistiche

### Cronologia presenze e reti in nazionale
| Cronologia completa delle presenze e delle reti in nazionale ― Germania | Cronologia completa delle presenze e delle reti in nazionale ― Germania | Cronologia completa delle presenze e delle reti in nazionale ― Germania | Cronologia completa delle presenze e delle reti in nazionale ― Germania | Cronologia completa delle presenze e delle reti in nazionale ― Germania | Cronologia completa delle presenze e delle reti in nazionale ― Germania | Cronologia completa delle presenze e delle reti in nazionale ― Germania | Cronologia completa delle presenze e delle reti in nazionale ― Germania |
| Data                                                                    | Città                                                                   | In casa                                                                 | Risultato                                                               | Ospiti                                                                  | Competizione                                                            | Reti                                                                    | Note                                                                    |
| ----------------------------------------------------------------------- | ----------------------------------------------------------------------- | ----------------------------------------------------------------------- | ----------------------------------------------------------------------- | ----------------------------------------------------------------------- | ----------------------------------------------------------------------- | ----------------------------------------------------------------------- | ----------------------------------------------------------------------- |
| 22-2-1995                                                               | Jerez de la Frontera                                                    | Spagna                                                                  | 0 – 0                                                                   | Germania                                                                | Amichevole                                                              | -                                                                       |                                                                         |
| 29-3-1995                                                               | Tbilisi                                                                 | Georgia                                                                 | 0 – 2                                                                   | Germania                                                                | Qual. Euro 1996                                                         | -                                                                       | 52’                                                                     |
| 26-4-1995                                                               | Düsseldorf                                                              | Germania                                                                | 1 – 1                                                                   | Galles                                                                  | Qual. Euro 1996                                                         | -                                                                       |                                                                         |
| 7-6-1995                                                                | Sofia                                                                   | Bulgaria                                                                | 3 – 2                                                                   | Germania                                                                | Qual. Euro 1996                                                         | -                                                                       |                                                                         |
| 21-6-1995                                                               | Zurigo                                                                  | Italia                                                                  | 0 – 2                                                                   | Germania                                                                | Centenario Fed. Svizzera                                                | -                                                                       | Ammonizione                                                             |
| 23-8-1995                                                               | Bruxelles                                                               | Belgio                                                                  | 1 – 2                                                                   | Germania                                                                | Amichevole                                                              | -                                                                       |                                                                         |
| 6-9-1995                                                                | Norimberga                                                              | Germania                                                                | 4 – 1                                                                   | Georgia                                                                 | Qual. Euro 1996                                                         | 1                                                                       |                                                                         |
| 8-10-1995                                                               | Leverkusen                                                              | Germania                                                                | 6 – 1                                                                   | Moldavia                                                                | Qual. Euro 1996                                                         | -                                                                       |                                                                         |
| 11-10-1995                                                              | Cardiff                                                                 | Galles                                                                  | 1 – 2                                                                   | Germania                                                                | Qual. Euro 1996                                                         | -                                                                       | 46’                                                                     |
| 15-11-1995                                                              | Berlino                                                                 | Germania                                                                | 3 – 1                                                                   | Bulgaria                                                                | Qual. Euro 1996                                                         | -                                                                       |                                                                         |
| 21-2-1996                                                               | Porto                                                                   | Portogallo                                                              | 1 – 2                                                                   | Germania                                                                | Amichevole                                                              | -                                                                       |                                                                         |
| 27-3-1996                                                               | Monaco di Baviera                                                       | Germania                                                                | 2 – 0                                                                   | Danimarca                                                               | Amichevole                                                              | -                                                                       | 46’                                                                     |
| 24-4-1996                                                               | Rotterdam                                                               | Paesi Bassi                                                             | 0 – 1                                                                   | Germania                                                                | Amichevole                                                              | -                                                                       | 79’                                                                     |
| 1-6-1996                                                                | Stoccarda                                                               | Germania                                                                | 0 – 1                                                                   | Francia                                                                 | Amichevole                                                              | -                                                                       |                                                                         |
| 9-6-1996                                                                | Manchester                                                              | Germania                                                                | 2 – 0                                                                   | Rep. Ceca                                                               | Euro 1996 - 1º turno                                                    | -                                                                       | 14’ 55’                                                                 |
| 16-6-1996                                                               | Manchester                                                              | Germania                                                                | 3 – 0                                                                   | Russia                                                                  | Euro 1996 - 1º turno                                                    | -                                                                       | 16’                                                                     |
| 23-6-1996                                                               | Manchester                                                              | Germania                                                                | 2 – 1                                                                   | Croazia                                                                 | Euro 1996 - Quarti di finale                                            | -                                                                       |                                                                         |
| 26-6-1996                                                               | Londra                                                                  | Inghilterra                                                             | 1 – 1 dts (5 – 6 dtr)                                                   | Germania                                                                | Euro 1996 - Semifinale                                                  | -                                                                       |                                                                         |
| 30-6-1996                                                               | Londra                                                                  | Rep. Ceca                                                               | 1 – 2 gg                                                                | Germania                                                                | Euro 1996 - Finale                                                      | -                                                                       |                                                                         |
| 4-9-1996                                                                | Danzica                                                                 | Polonia                                                                 | 0 – 2                                                                   | Germania                                                                | Amichevole                                                              | -                                                                       | 79’                                                                     |
| 9-10-1996                                                               | Erevan                                                                  | Armenia                                                                 | 1 – 5                                                                   | Germania                                                                | Qual. Mondiali 1998                                                     | -                                                                       |                                                                         |
| 9-11-1996                                                               | Norimberga                                                              | Germania                                                                | 1 – 1                                                                   | Irlanda del Nord                                                        | Qual. Mondiali 1998                                                     | -                                                                       |                                                                         |
| 14-12-1996                                                              | Porto                                                                   | Portogallo                                                              | 0 – 0                                                                   | Germania                                                                | Qual. Mondiali 1998                                                     | -                                                                       | 84’                                                                     |
| 26-2-1997                                                               | Tel Aviv                                                                | Israele                                                                 | 0 – 1                                                                   | Germania                                                                | Amichevole                                                              | -                                                                       | 90’                                                                     |
| 20-8-1997                                                               | Belfast                                                                 | Irlanda del Nord                                                        | 1 – 3                                                                   | Germania                                                                | Qual. Mondiali 1998                                                     | -                                                                       | 83’                                                                     |
| 6-9-1997                                                                | Berlino                                                                 | Germania                                                                | 1 – 1                                                                   | Portogallo                                                              | Qual. Mondiali 1998                                                     | -                                                                       | 46’                                                                     |
| 25-3-1998                                                               | Stoccarda                                                               | Germania                                                                | 1 – 2                                                                   | Brasile                                                                 | Amichevole                                                              | -                                                                       | 80’                                                                     |
| 22-4-1998                                                               | Colonia                                                                 | Germania                                                                | 1 – 0                                                                   | Nigeria                                                                 | Amichevole                                                              | -                                                                       |                                                                         |
| 27-5-1998                                                               | Helsinki                                                                | Finlandia                                                               | 0 – 0                                                                   | Germania                                                                | Amichevole                                                              | -                                                                       | 46’                                                                     |
| 5-6-1998                                                                | Mannheim                                                                | Germania                                                                | 7 – 0                                                                   | Lussemburgo                                                             | Amichevole                                                              | -                                                                       | 46’                                                                     |
| 15-6-1998                                                               | Parigi                                                                  | Germania                                                                | 2 – 0                                                                   | Stati Uniti                                                             | Mondiali 1998 - 1º turno                                                | -                                                                       | 86’                                                                     |
| 29-6-1998                                                               | Montpellier                                                             | Germania                                                                | 2 – 1                                                                   | Messico                                                                 | Mondiali 1998 - Ottavi di finale                                        | -                                                                       | 46’                                                                     |
| 2-9-1998                                                                | Ta' Qali                                                                | Malta                                                                   | 1 – 2                                                                   | Germania                                                                | Amichevole                                                              | -                                                                       |                                                                         |
| 5-9-1998                                                                | Ta' Qali                                                                | Romania                                                                 | 1 – 1                                                                   | Germania                                                                | Amichevole                                                              | -                                                                       |                                                                         |
| 10-10-1998                                                              | Bursa                                                                   | Turchia                                                                 | 1 – 0                                                                   | Germania                                                                | Qual. Euro 2000                                                         | -                                                                       | 10’                                                                     |
| 14-10-1998                                                              | Chișinău                                                                | Moldavia                                                                | 1 – 3                                                                   | Germania                                                                | Qual. Euro 2000                                                         | -                                                                       |                                                                         |
| 6-2-1999                                                                | Jacksonville                                                            | Stati Uniti                                                             | 3 – 0                                                                   | Germania                                                                | Amichevole                                                              | -                                                                       |                                                                         |
| 9-2-1999                                                                | Miami                                                                   | Colombia                                                                | 3 – 3                                                                   | Germania                                                                | Amichevole                                                              | -                                                                       |                                                                         |
| 27-3-1999                                                               | Belfast                                                                 | Irlanda del Nord                                                        | 0 – 3                                                                   | Germania                                                                | Qual. Euro 2000                                                         | -                                                                       |                                                                         |
| 31-3-1999                                                               | Norimberga                                                              | Germania                                                                | 2 – 0                                                                   | Finlandia                                                               | Qual. Euro 2000                                                         | -                                                                       |                                                                         |
| 4-6-1999                                                                | Leverkusen                                                              | Germania                                                                | 6 – 1                                                                   | Moldavia                                                                | Qual. Euro 2000                                                         | -                                                                       | 74’                                                                     |
| 4-9-1999                                                                | Helsinki                                                                | Finlandia                                                               | 1 – 2                                                                   | Germania                                                                | Qual. Euro 2000                                                         | -                                                                       |                                                                         |
| 8-9-1999                                                                | Dortmund                                                                | Germania                                                                | 4 – 0                                                                   | Irlanda del Nord                                                        | Qual. Euro 2000                                                         | -                                                                       | 30’                                                                     |
| 9-10-1999                                                               | Monaco                                                                  | Germania                                                                | 0 – 0                                                                   | Turchia                                                                 | Qual. Euro 2000                                                         | -                                                                       |                                                                         |
| 14-11-1999                                                              | Oslo                                                                    | Norvegia                                                                | 0 – 1                                                                   | Germania                                                                | Amichevole                                                              | -                                                                       | 68’                                                                     |
| 23-2-2000                                                               | Amsterdam                                                               | Paesi Bassi                                                             | 2 – 1                                                                   | Germania                                                                | Amichevole                                                              | -                                                                       |                                                                         |
| 26-4-2000                                                               | Kaiserslautern                                                          | Germania                                                                | 1 – 1                                                                   | Svizzera                                                                | Amichevole                                                              | -                                                                       | 36’                                                                     |
| 3-6-2000                                                                | Norimberga                                                              | Germania                                                                | 3 – 2                                                                   | Rep. Ceca                                                               | Amichevole                                                              | -                                                                       | 46’                                                                     |
| 7-6-2000                                                                | Friburgo                                                                | Germania                                                                | 8 – 2                                                                   | Liechtenstein                                                           | Amichevole                                                              | -                                                                       | 46’                                                                     |
| 12-6-2000                                                               | Liegi                                                                   | Germania                                                                | 1 – 1                                                                   | Romania                                                                 | Euro 2000 - 1º turno                                                    | -                                                                       |                                                                         |
| 17-6-2000                                                               | Charleroi                                                               | Inghilterra                                                             | 1 – 0                                                                   | Germania                                                                | Euro 2000 - 1º turno                                                    | -                                                                       |                                                                         |
| Totale                                                                  |                                                                         | Presenze                                                                | 51                                                                      |                                                                         | Reti                                                                    | 1                                                                       |                                                                         |

### Statistiche da allenatore
Statistiche aggiornate al 24 settembre 2024.
| Stagione                        | Squadra                         | Campionato                      | Campionato | Campionato | Campionato | Campionato | Coppe nazionali | Coppe nazionali | Coppe nazionali | Coppe nazionali | Coppe nazionali | Coppe continentali | Coppe continentali | Coppe continentali | Coppe continentali | Coppe continentali | Altre coppe | Altre coppe | Altre coppe | Altre coppe | Altre coppe | Totale | Totale | Totale | Totale | % Vittorie | Piazzamento |
| Stagione                        | Squadra                         | Comp                            | G          | V          | N          | P          | Comp            | G               | V               | N               | P               | Comp               | G                  | V                  | N                  | P                  | Comp        | G           | V           | N           | P           | G      | V      | N      | P      | %          | Piazzamento |
| ------------------------------- | ------------------------------- | ------------------------------- | ---------- | ---------- | ---------- | ---------- | --------------- | --------------- | --------------- | --------------- | --------------- | ------------------ | ------------------ | ------------------ | ------------------ | ------------------ | ----------- | ----------- | ----------- | ----------- | ----------- | ------ | ------ | ------ | ------ | ---------- | ----------- |
| nov. 2008-2009                  | Stoccarda                       | BL                              | 20         | 14         | 4          | 2          | CG              | 1               | 0               | 0               | 1               | CU                 | 4                  | 1                  | 1                  | 2                  | -           | -           | -           | -           | -           | 25     | 15     | 5      | 5      | 60,00      | Sub. 3º     |
| ago.-dic. 2009                  | Stoccarda                       | BL                              | 15         | 2          | 6          | 7          | CG              | 3               | 2               | 0               | 1               | UCL                | 7                  | 2                  | 4                  | 1                  | -           | -           | -           | -           | -           | 25     | 6      | 10     | 9      | 24,00      | Eson.       |
| Totale Stoccarda                | Totale Stoccarda                | Totale Stoccarda                | 35         | 16         | 10         | 9          |                 | 4               | 2               | 0               | 2               |                    | 11                 | 3                  | 5                  | 3                  |             | -           | -           | -           | -           | 50     | 21     | 15     | 14     | 42,00      |             |
| 2010-2011                       | Hertha Berlino                  | 2BL                             | 34         | 23         | 5          | 6          | CG              | 2               | 1               | 0               | 1               | -                  | -                  | -                  | -                  | -                  | -           | -           | -           | -           | -           | 36     | 24     | 5      | 7      | 66,67      | 1° (prom.)  |
| lug.-dic. 2011                  | Hertha Berlino                  | BL                              | 17         | 4          | 8          | 5          | CG              | 2               | 2               | 0               | 0               | -                  | -                  | -                  | -                  | -                  | -           | -           | -           | -           | -           | 19     | 6      | 8      | 5      | 31,58      | Eson.       |
| Totale Hertha Berlino           | Totale Hertha Berlino           | Totale Hertha Berlino           | 51         | 27         | 13         | 11         |                 | 4               | 3               | 0               | 1               |                    | -                  | -                  | -                  | -                  |             | -           | -           | -           | -           | 55     | 30     | 13     | 12     | 54,55      |             |
| feb.-mag. 2012                  | Hoffenheim                      | BL                              | 14         | 4          | 5          | 5          | CG              | -               | -               | -               | -               | -                  | -                  | -                  | -                  | -                  | -           | -           | -           | -           | -           | 14     | 4      | 5      | 5      | 28,57      | Sub. 11°    |
| ago.-dic. 2012                  | Hoffenheim                      | BL                              | 15         | 3          | 3          | 9          | CG              | 1               | 0               | 0               | 1               | -                  | -                  | -                  | -                  | -                  | -           | -           | -           | -           | -           | 16     | 3      | 3      | 10     | 18,75      | Eson.       |
| Totale Hoffenheim               | Totale Hoffenheim               | Totale Hoffenheim               | 29         | 7          | 8          | 14         |                 | 1               | 0               | 0               | 1               |                    | -                  | -                  | -                  | -                  |             | -           | -           | -           | -           | 30     | 7      | 8      | 15     | 23,33      |             |
| ott. 2014-2015                  | Lucerna                         | SL                              | 25         | 12         | 6          | 7          | CS              | 1               | 0               | 0               | 1               | -                  | -                  | -                  | -                  | -                  | -           | -           | -           | -           | -           | 26     | 12     | 6      | 8      | 46,15      | Sub. 5°     |
| 2015-2016                       | Lucerna                         | SL                              | 36         | 15         | 9          | 12         | CS              | 5               | 4               | 0               | 1               | -                  | -                  | -                  | -                  | -                  | -           | -           | -           | -           | -           | 41     | 19     | 9      | 12     | 46,34      | 3°          |
| 2016-2017                       | Lucerna                         | SL                              | 36         | 14         | 8          | 14         | CS              | 5               | 3               | 2               | 0               | UEL                | 2                  | 0                  | 1                  | 1                  | -           | -           | -           | -           | -           | 43     | 17     | 11     | 15     | 39,53      | 5°          |
| lug.-dic. 2017                  | Lucerna                         | SL                              | 19         | 5          | 5          | 9          | CS              | 4               | 3               | 0               | 1               | UEL                | 2                  | 1                  | 0                  | 1                  | -           | -           | -           | -           | -           | 25     | 9      | 5      | 11     | 36,00      | Eson.       |
| Totale Lucerna                  | Totale Lucerna                  | Totale Lucerna                  | 116        | 46         | 28         | 42         |                 | 15              | 10              | 2               | 3               |                    | 4                  | 1                  | 1                  | 2                  |             | -           | -           | -           | -           | 135    | 57     | 31     | 47     | 42,22      |             |
| 2018-2019                       | Western Sydney                  | A-L                             | 27         | 6          | 6          | 15         | FFA-C           | 4               | 3               | 0               | 1               | -                  | -                  | -                  | -                  | -                  | -           | -           | -           | -           | -           | 14     | 4      | 5      | 5      | 28,57      | 8°          |
| 2019-gen. 2020                  | Western Sydney                  | A-L                             | 15         | 4          | 2          | 9          | FFA-C           | 3               | 2               | 0               | 1               | -                  | -                  | -                  | -                  | -                  | -           | -           | -           | -           | -           | 18     | 6      | 2      | 10     | 33,33      | Eson.       |
| Totale Western Sydney Wanderers | Totale Western Sydney Wanderers | Totale Western Sydney Wanderers | 42         | 10         | 8          | 24         |                 | 7               | 5               | 0               | 2               |                    | -                  | -                  | -                  | -                  |             | -           | -           | -           | -           | 49     | 15     | 8      | 26     | 30,61      |             |
| Totale carriera                 | Totale carriera                 | Totale carriera                 | 273        | 106        | 67         | 100        |                 | 31              | 20              | 2               | 9               |                    | 15                 | 4                  | 6                  | 5                  |             | -           | -           | -           | -           | 319    | 130    | 75     | 114    | 40,75      |             |

## Palmarès

### Club

#### Competizioni nazionali
- Campionato tedesco: 4

Bayern Monaco: 1996-1997, 1998-1999, 1999-2000
Stoccarda: 2006-2007
- Coppa di Germania: 2

Bayern Monaco: 1997-1998, 1999-2000
- Coppa di Lega tedesca: 3

Bayern Monaco: 1997, 1998, 1999
- Coppa di Lega inglese: 1

Liverpool: 2000-2001
- Coppa d'Inghilterra: 1

Liverpool: 2000-2001
- Charity Shield: 1

Liverpool: 2001

#### Competizioni internazionali
- Coppa UEFA: 2

Bayern Monaco: 1995-1996
Liverpool: 2000-2001
- Supercoppa UEFA: 1

Liverpool: 2001

#### Nazionale
- Campionato d'Europa: 1

Germania: 1996

### Allenatore
- 2. Fußball-Bundesliga: 1

Hertha Berlino: 2010-2011